# A Man Called Destruction
A Man Called Destruction ist ein 1995 erschienenes Studioalbum des amerikanischen Musikers Alex Chilton.
Sechs der zwölf Titel sind Coverversionen, meistenteils von R&B-Songs der 1960er und 1970er Jahre, die anderen sechs sind Eigenkompositionen Chiltons, wobei der Titel It's Your Funeral ein Motiv aus dem Trauermarsch aus Chopins Klaviersonate Nr. 2 (1839) aufgreift.

## Titelliste
1. Sick and Tired (im Original von Chris Kenner)
2. Devil Girl
3. Lies (Keith Keller)
4. It's Your Funeral
5. What's Your Sign Girl (Daniel Pearson)
6. Il Ribelle (Adriano Celentano)
7. You Don't Have to Go (Jimmy Reed)
8. Boplexity
9. New Girl in School (Brian Wilson)
10. You're Lookin' Good
11. Don't Know Anymore
12. Don't Stop

## Rezensionen
- Allmusic: A Man Called Destruction auf allmusic.com (Stephen Thomas Erlewine)